# 星を見ないで
「星を見ないで」（ほしをみないで）は、1968年6月1日に発売された伊東ゆかりのシングル。

## 解説
- 前作の『恋のしずく』に引き続いて、作詞・安井かずみ、作曲・平尾昌晃が各担当。
- 本作はオリコンチャートで、最高位5位に入るヒットを記録した[1]。

## 収録曲
- 両楽曲共に、作詞：安井かずみ、作曲：平尾昌晃

1. 星を見ないで (3分40秒)
編曲：宮川泰
2. 潮風のふたり (3分4秒)
編曲：小谷充